# Quentin Rew
Quentin Rew (* 16. Juli 1984 in Wellington) ist ein neuseeländischer Geher.

## Leben
Quentin Rew stammt aus Wellington. Zu Beginn seiner Leichtathletiklaufbahn trat er in den Mittelstreckenläufen an, ehe ihn 2007 eine Achillessehnenverletzung zunächst stoppte. Sein sportlicher Anspruch war es seit jeher, Teil der Weltspitze zu sein und olympische Medaillen zu gewinnen. Als er auf das Gehen umstieg, trainierte er zunächst mehrere Jahre lang nur für sich. Später zog Rew nach Melbourne und nahm dort unter Brent Vallance das Training auf. Er bezeichnete wiederholt das IOC als korrupt und setzt sich dafür ein, dass auch Frauen bei den Olympischen Spielen den Wettkampf über 50 km Gehen bestreiten können.

## Sportliche Laufbahn
Quentin Rew nahm 2010 zum ersten Mal an den Neuseeländischen Meisterschaften teil und gewann sowohl über 3000 Meter als auch über 20 km die Titel. Die gleichen Resultate erzielte er ein Jahr später. Weitere nationale Titel folgten 2019 über 10.000 Meter und 2020 über 10.000 Meter sowie über 3000 Meter. 2011 qualifizierte er sich mit einer Zeit von 4:06:57 h für den Wettkampf über 50 km bei den Weltmeisterschaften in Daegu. Dort blieb er knapp hinter seiner Bestleistung zurück und belegte bei seinem WM-Debüt den 23. Platz. 2012 belegte er im Februar den siebten Platz über 20 km bei der IAAF Race Walking Challenge im australischen Hobart. Im März steigerte er sich über 50 km auf 3:58:48 h und trat im August über diese Distanz bei den Olympischen Sommerspielen in London an. Dort konnte er sich nochmals steigern. Mit neuer Bestleistung von 3:55:03 h belegte er den 27. Platz. 2013 steigerte er sich im April in Naumburg deutlich bis auf 1:22:16 h über 20 km. Im August trat Rew in Moskau zum zweiten Mal bei den Weltmeisterschaften an und erreichte mit neuer Bestleistung von 3:50:27 h als 16. das Ziel. 2015 siegte er in Adelaide zum ersten Mal bei den Ozeanischen Meisterschaften im Gehen. Weitere Titel folgten in den Jahren von 2017 bis 2019. Später im August trat er in Peking erneut bei den Weltmeisterschaften an. Abermals konnte er seine 50-km-Bestzeit steigern und belegte in 3:48:48 h den zehnten Platz.
Nachdem sich Rew im Mai 2016 auf eine Bestzeit von 1:21:54 h über 20 km steigern konnte, war er im August für beide Disziplinen bei den Olympischen Sommerspielen in Rio de Janeiro qualifiziert. Zunächst trat er über 20 km an, wurde allerdings im Laufe des Wettkampfes disqualifiziert. Besser lief es für ihn eine Woche später auf seiner Paradestrecke. Mit einer Zeit von 3:49:32 h erreichte er auf dem zwölften Platz das Ziel. 2017 stellte er zunächst im Februar seine 20-km-Bestzeit von 1:21:12 auf. Später im August nahm er in London zum vierten Mal an den Weltmeisterschaften teil. Über 50 km belegte er in einer Zeit von 3:46:29 den zwölften Platz, womit er den 16 Jahre alten neuseeländischen Rekord von Craig Barrett um mehr als eine Minute unterbot. Aufgrund seiner Renneinteilung machte Rew auf den letzten Kilometern noch zahlreiche Plätze gut. 2018 belegte er den fünften Platz bei den Commonwealth Games im australischen Gold Coast. 2019 trat er in Doha zum fünften Mal bei den Weltmeisterschaften an und belegte bei extremen Hitze- und Luftfeuchtigkeitsbedingungen den elften Platz. Er ist für seine dritte Teilnahme an den Olympischen Sommerspielen qualifiziert. Dort ging er Anfang August an den Start und landete im Wettkampf über 50 km auf Platz 16.
2022 nahm Rew an seinen insgesamt sechsten Weltmeisterschaften teil, kam im Wettkampf über 20 km allerdings nicht über den 35. Platz hinaus.

## Wichtige Wettbewerbe
| Jahr                   | Veranstaltung           | Ort                    | Platz                  | Disziplin              | Zeit                   |
| Startet für Neuseeland | Startet für Neuseeland  | Startet für Neuseeland | Startet für Neuseeland | Startet für Neuseeland | Startet für Neuseeland |
| ---------------------- | ----------------------- | ---------------------- | ---------------------- | ---------------------- | ---------------------- |
| 2011                   | Weltmeisterschaften     | Daegu                  | 23.                    | 50 km Gehen            | 4:08:46 h              |
| 2012                   | Olympische Sommerspiele | London                 | 27.                    | 50 km Gehen            | 3:55:03 h              |
| 2013                   | Weltmeisterschaften     | Moskau                 | 16.                    | 50 km Gehen            | 3:50:27 h              |
| 2015                   | Weltmeisterschaften     | Peking                 | 10.                    | 50 km Gehen            | 3:48:48 h              |
| 2016                   | Olympische Sommerspiele | Rio de Janeiro         |                        | 20 km Gehen            | DSQ                    |
| 2016                   | Olympische Sommerspiele | Rio de Janeiro         | 12.                    | 50 km Gehen            | 3:49:32 h              |
| 2017                   | Weltmeisterschaften     | London                 | 12.                    | 50 km Gehen            | 3:46:29 h              |
| 2018                   | Commonwealth Games      | Gold Coast             | 5.                     | 20 km Gehen            | 1:21:47 h              |
| 2019                   | Weltmeisterschaften     | Doha                   | 11.                    | 50 km Gehen            | 4:15:54 h              |
| 2021                   | Olympische Sommerspiele | Tokio                  | 16.                    | 50 km Gehen            | 3:57:33 h              |
| 2022                   | Weltmeisterschaften     | Eugene                 | 35.                    | 20 km Gehen            | 1:29:19 h              |

## Persönliche Bestleistungen
Freiluft
- 5-km-Gehen: 19:18,1 min, 6. Dezember 2014, Melbourne
- 10.000-m-Bahngehen: 40:35,2 min, 15. Januar 2022, Canberra, (neuseeländischer Rekord)
- 20-km-Gehen: 1:21:12 h, 19. Februar 2017, Adelaide, (neuseeländischer Rekord)
- 35-km-Gehen: 2:32:58 h, 15. Mai 2022, Melbourne
- 50-km-Gehen: 3:46:29 h, 13. August 2017, London, (neuseeländischer Rekord)

Halle
- 5000-m-Gehen: 19:52,43 min, 16. Februar 2013, Athlone, (neuseeländischer Rekord)